# Ourozeuktes bopyroides
Ourozeuktes bopyroides is een pissebed uit de familie Cymothoidae. De wetenschappelijke naam van de soort is voor het eerst geldig gepubliceerd in 1814 door Lesueur.